# Bill Oberst Jr.
William Oberst Jr. (nacido el 21 de noviembre de 1965) es un actor de teatro, cine y televisión estadounidense de ascendencia alemana. Conocido por su trabajo en películas de terror y de culto, su carrera incluye proyectos en cine, televisión y representaciones teatrales unipersonales. Recibió reconocimiento por primera vez por sus interpretaciones del ícono y humorista Lewis Grizzard en giras teatrales por el sur de Estados Unidos, e interpretó al 'Facebook Stalker' en la película de video interactiva en línea de 2011 y en la aplicación de Facebook Take This Lollipop.

## Primeros años
Oberst Jr. nació y creció en Georgetown, Carolina del Sur, y se graduó de la Universidad de Carolina del Sur. Es nativo de Pawleys Island, Carolina del Sur y vive y trabaja en Los Ángeles, California.
Oberst admite haber sido un "niño gordo" cuando era joven y dice que "comenzó a hacer imitaciones de mis maestros para entretener a los niños que se metían conmigo... No podían pegarme si se reían". Esto lo llevó a crecer hasta convertirse en actor e imitador conocido por dar vida a figuras históricas.

## Carrera
Oberst ha recibido atención por sus numerosas representaciones teatrales de figuras históricas, entre ellas Jesús, Mark Twain, Abraham Lincoln y John F. Kennedy.
A partir de 1994 y hasta 2004, Oberst interpretó a Jesús en Jesús de Nazaret. De manera superpuesta, y durante los cinco años comprendidos entre 1996 y 2004, interpretó a John F. Kennedy en el espectáculo individual JFK . Figuras históricas icónicas que son veneradas o demonizadas por la historia atraen el interés de Oberst como actor. Oberst también había creado el espectáculo individual Stand Up! When Comedy Was Funny, donde presentó las rutinas de comedia clásica de Rodney Dangerfield, Bob Newhart, Woody Allen y Moms Mabley.
Fue elegido por la viuda de Lewis Grizzard, Dedra, y el ex manager Steve Enoch para interpretar al ícono sureño, y desde 1999 ha estado interpretando a Grizzard con la producción en gira que ha continuado durante más de 10 años. años bajo varios nombres: A Tribute To Lewis Grizzard, Lewis Grizzard Returns, y Lewis Grizzard: In His Own Words.
En 2006, Oberst comenzó su carrera en cine y televisión. Desde 2008, ha aparecido en más de 100 proyectos de cine y televisión independientes.

## Reconocimiento

### Theater
Después de su primera actuación como Kennedy en 1996, una mujer del público, que se identificó como secretaria de la Casa Blanca durante la administración Kennedy, le dijo a Oberst que su caracterización "la hizo llorar por primera vez en 30 años." De la interpretación estacional y unipersonal de Oberst de A Christmas Carol de Charles Dickens, donde crea e interpreta una docena de personajes diferentes en una versión "abreviada" de 45 minutos, Kathyrn Martin de The Sun News (Myrtle Beach, Carolina del Sur) escribió que en su interpretación más breve, Oberst "se centra en el personaje de Scrooge y, más sutilmente, en la artesanía de la obra literaria original" y "Oberst es un actor magnífico que aprecia tanto el lenguaje como la historia". Aunque es hábil para dar vida a muchos personajes, los años de Oberst interpretando a Grizzard han recibido la mayor atención: el crítico Jeff Johnson del Post and Courier de Charleston elogió la actuación de Oberst como "una personificación extraña"; Alec Harvey de The Birmingham News también consideró que su personificación era impresionante: "Oberst, para todos los efectos, es Grizzard en el show" y "trae de vuelta a la vida a uno de los escritores sureños más queridos del siglo XX" y Tanya. Perez-Brennan del Florida Times-Union informó que "durante toda la actuación, Oberst tuvo una presencia imponente en el escenario".

### Cine y televisión
Oberst aporta esta misma atención al detalle de los personajes a la televisión y al cine. Con respecto a su interpretación del general William T. Sherman en Sherman's March de 2007 de History Channel, The Atlanta Journal-Constitution informó, en alusión a la fama anterior de Oberst interpretando a Lewis Grizzard, "¿Podría ser? ¿Lewis Grizzard quemando Atlanta?" Dorothy Rabinowitz de The Wall Street Journal señaló que el docudrama "debe mucho a la dura autoridad de William Oberst Jr., espléndido en el papel de Sherman". Sobre su papel en Dogs of Chinatown (2008) como Vitario, el segundo al mando de la mafia, Kung Fu Cinema escribió: "[Oberst] es el mejor actor de la película y con su apariencia única puedo verlo forjando una exitosa carrera dramática. "En Hollywood como un pesado, algo que parece estar haciendo con papeles en un par de próximas películas de terror".
Para la interpretación de Oberst como Dale, el Ranger ligeramente "fuera de lugar" que habita en los pantanos en Dismal (2008), el crítico Dustin Hall de Brutal como Hell escribió: "Algo que todos pueden apreciar es la actuación de Bill Oberst Jr. como Dale, que tiene una gran presencia en la pantalla como el patriarca de la familia carnívora. Sólo dos años después de su carrera cinematográfica, Bill interpretó a una variedad de tipos de sheriff de negocios y de pueblos pequeños, ahora presta una alegría maliciosa y una mirada inquietante y penetrante a Dismal con un efecto sorprendente", y Duane L. Martin de Rogue Cinema escribió: "Ni siquiera sé cómo describir lo genial que fue [Oberst] al aportar la personalidad y la intensidad adecuadas al papel. Era la rata de pantano por excelencia, pero al mismo tiempo, era mucho más que eso. Los gestos y la personalidad que aportó al papel hicieron que el personaje fuera memorable. Muchas veces, en películas como esta, este tipo de personajes son simplemente genéricos y olvidables, pero cuando miro hacia atrás En esta película ahora, su personaje es el que más me destaca".
En 2011, Oberst interpretó al espeluznante "Facebook Stalker" en la película en línea Take This Lollipop, un vídeo interactivo que utiliza la aplicación Facebook Connect para llevar a los espectadores a la película mediante el uso de sus propias imágenes e información publicada en Facebook, y que subraya la peligro cuando uno publica demasiada información personal en línea. Al describir las secuencias iniciales, CNN escribió: "Un hombre sudoroso y con los ojos desorbitados y una camiseta manchada se encorva sobre su computadora en un sótano oscuro. Ha irrumpido en tu cuenta de Facebook y está leyendo tus publicaciones mientras sus uñas sucias y agrietadas tocan el teclado". La ira (¿celos? ¿Odio?) aumenta a medida que hojea tus fotos y tu lista de amigos. Se balancea hacia adelante y hacia atrás, cada vez más agitado a medida que pasan las páginas. Luego consulta un mapa de tu ciudad y se dirige a su auto." Ad Age elogió la interpretación de Oberst de un acosador "cubierto de sudor que frota el ratón" al escribir que Oberst "le da competencia a Hannibal Lecter".
La película clase B de 2012 Abraham Lincoln vs. Zombies fue ampliamente criticada (como la mayoría de las películas de The Asylum). Sin embargo, la mayoría de los críticos elogiaron la interpretación de Oberst del presidente Lincoln, citándola como una de las mejores actuaciones jamás realizadas en una película de terror independiente: el crítico de Dread Central Matt Serafini escribió: "Si existiera un Premio de la Academia a la mejor interpretación de un actor en una película de serie B, el ganador de este año fácilmente sería Bill Oberst, Jr., por su destacada interpretación de nuestro decimosexto presidente... sin duda es lo más parecido a una actuación de calibre de premio que probablemente jamás verás en una película producida por The Asylum", mientras que Jason Adams de JoBlo escribió "Oberst es legítimamente genial en el papel y sus habilidades presidenciales sugieren que en realidad podría interpretar a Lincoln en una película biográfica que no implicara desmembrar cabezas cada cinco minutos", y Jared Rasic de CHUD .com escribió que "Lincoln de Oberstes poderoso, noble y muy rudo con una guadaña", ampliando "Bill Oberst Jr. es un protector de películas. He visto cada papel suyo, siempre se compromete completamente con la actuación. ya sea que esté interpretando a un caníbal sureño, un acosador cibernético o el decimosexto presidente de los Estados Unidos... Oberst Jr. está a punto de convertirse en una figura muy conocida y tiene muchas posibilidades de convertirse en el próximo hombre del saco de Estados Unidos".
El Festival de Cine Shockfest 2012 en Hollywood, CA, contó con los premios Shocker. Children of Sorrow, de Jourdan McClure, ganó el premio a "Mejor película" y Bill Oberst Jr. ganó el premio a "Mejor actor".
En marzo de 2012, el sitio británico Erebus Horror nombró a Bill Oberst Jr. "Rey del Horror" tras una votación de sus lectores.
En 2017, el Festival Internacional de Cine iHolly otorgó a Bill Oberst Jr. su premio Life-Time Achievement Award. En 2021, la revista Horror Fuel anunció que Oberst coprotagonizaría la película de terror Jasper de 2022, junto a Kane Hodder, Bill Moseley y Michael Berryman.

## Filmografía

### Películas
- Ten Pistols (2006)
- Grilling Bobby Hicks (2007)
- The Way of The Wicked (2007)
- American Gym Teacher (2006)
- The Street Cleaner (2007) como Jeremy Cooper
- Dogs of Chinatown (2007) como Vitario
- Wesley (2007) como Peter Boehler
- Red Dirt Rising (2007) como Buck
- The Journey (2008)
- W Is For Witch (2008)
- The Devil Within (2008)
- Dismal (2008)
- The Secret Life of Bees (2008)
- Callous (2009)
- Civil (2009)
- Forfeit Of Grace (2009)
- Wesley (2009)
- Desert Son (2009)
- Nowhere Mary (2009) como The Stranger
- Rock and Roll: The Movie (2010) como Mo
- Altered Design (2010) como Dr. Elliot Beverly
- The Devil Within (2010) como Director Edwards
- Ripped Memories (2010) como Harold
- Nude Nuns with Big Guns (2010) como Hermano John
- Resolution (2011) como Byron
- Nobody Loses All the Time (2011) como Gordon
- Red Dirt Rising (2011) como Buck
- Highclimber (2011) como Franklin
- A Haunting in Salem (2011) como Wayne Downs
- Wonderland (2011) como The Mysterious One
- Assassins (2011) como Nathan[36]
- Princess and the Pony (2011) como Theodore Snyder
- Born Bad (2011) como Gary
- Take This Lollipop (2011) como The Facebook Stalker
- The Symphony (2011) como Chancellor
- Apostle Peter and the Last Supper (2012) como The Demon
- Grooming Giselle (2012) como Lenny
- Scary or Die (2012) como Buck[37]
- Abraham Lincoln vs. Zombies (2012) como Abraham Lincoln[38]
- The Beast (2012) como Michel[39]
- Children of Sorrow (2012) como Simon Leach
- Skitta Merink (2012) como Harold
- Jet-Lagged (2013) como Maniac[40]
- The Den (2013) como Skeeter
- The Retrieval (2013) como Burrell
- Black Water Vampire (2014) como Raymond Banks
- Deadly Revisions (2014) como Grafton Torn
- Werewolf Rising (2014) como Rhett[41]
- A Grim Becoming (2014) como Phill
- Zombieworld (2015) como  Marvin Gloat[42]
- Coyote (2016) como Bill[43]
- Ditch Day (2016) como Vick
- The Chair (2016) como The Warden
- Stressed to Kill (2016) como Bill Johnson
- Dis (2017) como Ariel
- The Immortal Wars (2017) como Seth
- Atelophobia: Throes of a Monarch (2017) como Bill
- Lifechanger (2018) como Drew (voz)
- Grizzled! (2018) como Briscoe P. Coltrane
- 3 from hell (2019) como Tony Commando
- Synchronic (2019) como Hunchback Looter
- Everybody Dies by the End (2022)
- Jasper (2022) como Henry Jordan

### Televisión
- Sherman's March (2007), The History Channel, como General William Tecumseh Sherman
- Nine Billion Miles From Earth (2007), Cartoon Network para Adult Swim
- Lost Tapes (2008), Animal Planet, como Cazador furtivo
- LG15: The Resistance (13 episodes, 2008) EQAL, como Dr. Leonard J. Alderman
- Surviving Disaster (1 episode, 2009) Spike TV, como Líder terrorista del metroIdiot Hall of Fame (1 episode, 2009) como Mr. Lugnut Shooter
- 1000 Ways to Die (3 episodes, 2009-2011)
- Kill Spin (6 episodes, 2010) como Heinz
- The Shunning (2011) como Samuel Lapp
- Death Valley (2 episodes, 2011) como Zombie
- Criminal Minds (1 episode, 2014) como Unsub
- Scream Queens (2016) como Clark (episodio: "Rapunzel, Rapunzel")

### Teatro
- Tonight: Mark Twain (2005–2009) como Mark Twain
- Stand-Up: When Comedy Was Funny (2001–2008)
- A Tribute To Lewis Grizzard (1999–2010)
- JFK (1996–2004), como John F. Kennedy
- Jesus of Nazareth (1994–2004), como Jesús de Nazaret